# El Sie7e
El Sie7e (se pronuncia "el siete") fue un grupo de rock oriundo de Bogotá, Colombia, vinculado a la corriente indie.

## Historia
El Sie7e se consolidó en el 2001 como banda con el fogueo del grupo en el circuito nocturno de Bogotá. Luego de sumar presentaciones en ciudades de Colombia y Ecuador, el grupo debutó en los estudios al participar en la convocatoria Exhimus 2003, un compilado de nuevas bandas de rock editado por el Museo Nacional. En 2004 grabaron Quienes somos, su primer larga duración, producido por Álex Frejrud (Sexydeath) y mezclado por Dilson Díaz (La Pestilencia), del cual se difundió la canción Sin Salida.
En 2005 la banda realizó una gira Internacional que incluyó ciudades de Alemania y Suecia. A su regreso, alternaron en la presentación de Incubus en Bogotá y presentaron los sencillos No lo ves (el cual fue número uno en las emisoras colombianas de rock), En pie y Tu engaño.
Estos temas fueron incluidos en .0 (Punto Cero), su segundo larga duración lanzado a finales de 2007. 
El Álbum denominado Punto Cero .(0), dirigido por Mauricio Lizarazo para Pachamama Culture y editado por Kallpa Records, fue grabado en Art&co Records studios y producido por Jorge Holguin Pyngwi. Se Mezcló por Boris Milan y lo Masterizó Mike Couzzi. En esa producción también se incluyó una versión del clásico Stayin' Alive,  a dúo con el grupo alemán de hip hop Culcha Candela co-grabada y producida por Mauricio Lizarazo.
En 2007 telonearon a la banda californiana Incubus.
En 2008 presentaron el videoclip de "Ileso", dirigido por el cineasta Felipe Martínez y producido por Fox Telecolombia. El éxito alcanzado ese año, le valió al grupo ser catalogado dentro de las principales agrupaciones de rock de su país.
En el 2009 con su videoclip "Ya no estás" lograron ingresar al conteo de Los 10+ Pedidos de MTV Latinoamérica, lo cual les valió una nominación a los premios MTV, en la categoría Mejor Artista Nuevo Zona Centro.
El 29 de agosto de 2011, el mánager de la banda Mauricio Lizarazo, liberó un comunicado donde informa sobre la separación de la banda justificando el hecho de la siguiente manera "Los integrantes de El Sie7e consideran este el momento indicado para continuar sus proyectos profesionales y personales por separado. Dichos proyectos difieren notablemente con los proyectos realizados como banda dando así por terminadas todas las actividades de El Sie7e como agrupación musical".
En 2014 El Sie7e se reúnen únicamente como invitados especiales para presentarse durante la versión número 20 del festival Rock al Parque.

## Integrantes
- Leonardo Uribe (bajo)
- Sergio Suzarte (guitarra)
- Julián Orrego (voz)
- David Herrera (batería)

## Discografía

### Álbumes de estudio
- Quiénes somos. SUM (2004)

1. Fe
2 Comenzar por ser leal
3. La Lucha
4. Sin salida
5. Ambición
6. Late
7. Quienes somos
8. Gris
9. El Mal
10. Grita No Más
11. Running
- Punto Cero (.0). Kallpa Records (2007)

1.Tu engaño.
2.En pie.
3.No lo ves.
4.Basta.
5.Buscate.
6.Ileso.
7.Los niños.
8.Manto.
9.No mires atrás.
10.Contacto.
11.Ya no estas.
12.Promesa.
13.Nunca 
Bonus track staying alive.

### Videoclips
- Sin salida (2004)
- No lo ves (2006)
- En pie (2007)
- Ileso (2008)
- Ya no estás (2009)